# Gaishausen (Hunderdorf)
Gaishausen ist ein Gemeindeteil von  Hunderdorf und eine Gemarkung im niederbayerischen Landkreis Straubing-Bogen.

## Geografie
Das Dorf liegt an westlichen Rand der Au des Bogenbachs beidseits der Straße von Ehren nach Hunderdorf. Auf der Gemarkung liegen die Orte Ebenthan, Ehren, Ellaberg, Gaishausen, Grub, Hoch, Hochholz, Irlach, Rammersberg, Riglberg, Röhrnau und  Weinberg.

## Geschichte
Im Zuge der Gebietsreform in Bayern wurde die Gemeinde Gaishausen aufgelöst und am 1. Mai 1978 großteils in die Gemeinde Hunderdorf eingegliedert, etwa 53 Hektar und die Orte Hagnberg, Kögl und Wiespoint kamen zum Markt Mitterfels.

### Ortsteile der ehemaligen Gemeinde Gaishausen
| - Ebenthan - Ehren - Ellaberg - Gaishausen - Grub - Hagnberg - Hoch - Hochholz | - Irlach - Kögl - Rammersberg - Riglberg - Röhrnau - Weinberg - Wiespoint |

### Einwohnerentwicklung
| Jahr                          | 1840 | 1852 | 1861 | 1867 | 1871 | 1875 | 1885 | 1900 | 1925 | 1939 | 1946 | 1950 | 1961 | 1970 | 1987 |
| ----------------------------- | ---- | ---- | ---- | ---- | ---- | ---- | ---- | ---- | ---- | ---- | ---- | ---- | ---- | ---- | ---- |
| Einwohner Gemeinde Gaishausen | 418  | 388  | 370  | 356  | 310  | 316  | 331  | 354  | 380  | 378  | 529  | 485  | 362  | 385  |      |
| Einwohner Dorf Gaishausen     |      |      | 94   |      | 77   | 82   | 75   | 105  | 93   |      |      | 95   | 71   | 78   | 86   |

## Baudenkmäler
Siehe: Liste der Baudenkmäler in Gaishausen